# Tokugawa Yorifusa
Tokugawa Yorifusa est un nom japonais traditionnel ; le nom de famille (ou le nom d'école), Tokugawa, précède donc le prénom (ou le nom d'artiste).
Tokugawa Yorifusa (徳川 頼房, 15 septembre 1603-23 août 1661), également connu sous le nom de « Mito Yorifusa », est un daimyo japonais du début de l'époque d'Edo.

## Biographie
Connu dans son enfance comme Tsuruchiyomaru, il est le onzième fils de Tokugawa Ieyasu, premier shogun Tokugawa. Yorifusa est d'abord affecté au domaine de Shimotsuma (100 000 koku) de 1606 à 1609, avant d'être transféré au domaine de Mito (province d'Hitachi, 350 000 koku) en 1609, fondant ainsi la branche Mito de la maison Tokugawa (la branche cadette du gosanke). Titulaire du troisième rang de cour (jusanmi), Yorifusa porte le titre de chūnagon (« conseiller du milieu »), deux titres qu'il reçoit en 1627.
Parmi ses enfants se trouvent Mitsukuni, Yorishige, Yorimoto, Matsudaira Yoritaka et Yorikatsu.

## Source de la traduction
- (en) Cet article est partiellement ou en totalité issu de l’article de Wikipédia en anglais intitulé « Tokugawa Yorifusa » (voir la liste des auteurs).